# Phidippus audax
Phidippus audax is een spinnensoort die gerekend wordt tot de familie van de springspinnen (Salticidae). De wetenschappelijke naam van de soort werd voor het eerst geldig gepubliceerd in 1845 door Nicholas Marcellus Hentz. 

## Beschrijving
De gemiddelde grootte van deze soort is 13-20 mm. Ze zijn overwegend zwart met een patroon van vlekken en strepen op hun buik en poten. Vaak zijn deze vlekken oranje bij jonge dieren, maar ze worden bruinig of wit bij de volwassen spinnen. P. audax heeft metallic groen of blauw iriserende gifkaken (of chelicerae). De spin is bezet met lange zwarte haren, witte haren op de vlekken, twee plukken zwarte haren op de kop en afwisselend zwarte en bruine stroken op de poten.
Deze spinnen kunnen 10 tot 50 keer hun eigen lichaamslengte springen door het plotseling verhogen van de bloeddruk in het derde of vierde paar poten. De mannetjes springen soms weg tijdens paring als het vrouwtje te snel nadert.
Net als andere springspinnen heeft deze soort een goede stereoscopisch zicht, vanwege hun grote, naar voren gerichte ogen. Dit helpt hen bij het besluipen van prooi, en maakt uitgebreide visuele communicatie met soortgenoten mogelijk, zoals 'paringsdansen'.

## Habitat

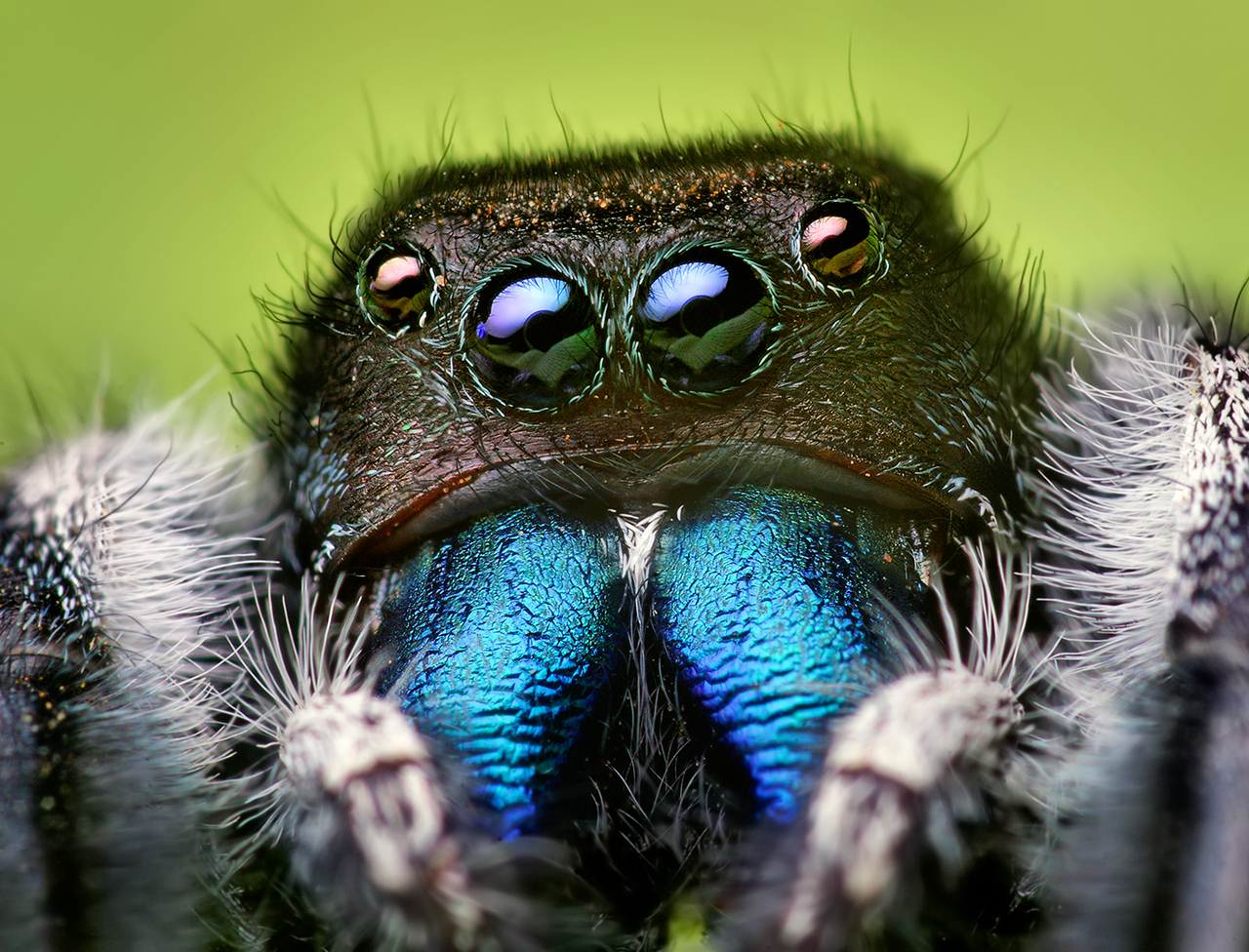
volwassen mannetje dat de iriserende gifkaken laat zien

Net als de meeste springspinnen, heeft  P. audax  een voorkeur om in relatief open terrein te jagen, omdat ze actief op zoek gaat naar prooi en die vervolgens besluipt. Ze bouwen geen web om voedsel te vangen. Ze gebruiken wel spinsel om hun ei-pakketjes in te pakken. Ook gebruiken ze een spindraad als 'reddingslijn' bij het springen naar een prooi of het ontwijken van roofdieren.
Ze komen vaak voor in akkers en graslanden, maar ook op schuttingen, buitenmuren en in tuinen. Vele springspinnen hebben een voorkeur voor vlakke verticale oppervlakken, waarschijnlijk omdat ze daar gemakkelijker kunnen jagen.

## Verspreiding
Deze soort komt van nature voor in het zuidoosten van Canada, het oosten, midden en zuiden van de Verenigde Staten, en de oostkust van Mexico. De soort heeft zich gevestigd op Hawaï en op de Nicobaren, een eilandengroep tussen Sumatra en Myanmar. Hij wordt de laatste tijd veel aangetroffen in het zuiden van Californië en is bekend van de Willamette Valley en Rogue Valley in Oregon. De soort is drie maal in Europa aangetroffen, waarvan één keer een onvolwassen mannetje bij Elst in Nederland. Uitzonderlijk is dat deze spin niet alleen levende prooi accepteert, zoals bijna alle andere spinnen, maar ook dode insecten. Dit maakt de kans dat P. audax langdurig transport overleeft en zich daardoor elders kan vestigen groter.

## Naamgeving
De geslachtsnaam is waarschijnlijk afgeleid van Cicero's toespraak van Pro Rege Deiotaro (Ter verdediging van koning Deiotarus). Phidippus was een slaaf die arts was van Koning Deiotaros was. De letterlijke betekenis is "iemand die paarden spaart" (Oudgrieks). De soortnaam audax is afkomstig uit het Latijn en betekent "gedurfd".